# 개버레이 시디베이
개버레이 시디베이(Gabourey Sidibe, 1983년 5월 6일 ~ )는 미국의 배우이다.

## 작품 목록

### 영화
- 타워 하이스트 - 오데싸 역
- 버진 스노우 - 베쓰 역
- 엘링 투 더 스카이 - 라토냐 윌리엄스 역
- 세븐 싸이코패스 - 쉐리스 역
- 컴 애즈 유 아 - 샘 역

### 드라마
- 빅 씨 3 (미국 Showtime) - 앤드리아 역